# 弐キ参スケ
弐キ参スケ（にキさんスケ、2キ3スケ）は、満洲国に強い影響力を有した軍・財・官の5人の実力者のことである。

## メンバー
以下の5人の実力者を指す。「弐キ参スケ」は彼らの名前の末尾からつけられた。
| 氏名                          | 氏名 | 在満期間                         | 離満前役職                 | 離満後の主な役職      |
| ----------------------------- | ---- | -------------------------------- | -------------------------- | --------------------- |
| 東條英機（とうじょう ひでキ） |      | 1935年 - 1938年                  | 関東軍参謀長               | 第40代内閣総理大臣    |
| 星野直樹（ほしの なおキ）     |      | 1932年 - 1940年                  | 国務院総務長官             | 第46代内閣書記官長    |
| 鮎川義介（あゆかわ よしスケ)  |      | 1937年 - 1942年                  | 満洲重工業開発株式会社社長 | 参議院議員            |
| 岸信介（きし のぶスケ)        |      | 1936年 - 1939年                  | 総務庁次長                 | 第56-57代内閣総理大臣 |
| 松岡洋右（まつおか ようスケ)  |      | 1921年 - 1930年、1935年 - 1939年 | 満鉄総裁                   | 第63代外務大臣        |

## 概要
第二次世界大戦終結後、5人ともA級戦犯容疑者として逮捕された。鮎川・岸の2人は不起訴となったが、東條・星野・松岡の3人は起訴された。東京裁判において、松岡は公判中に病死し、東條には死刑、星野には終身刑の判決が下った（星野は後に釈放）。
「弐キ参スケ」は、当時の満洲国での実力者を並べ称したものであり、彼ら全員に同盟関係があったというわけではない。岸は東條内閣の閣僚となったが、倒閣工作を行い、閣内不一致で東條内閣を退陣に追い込んでいる。

## 満洲三角同盟
5人のうち、鮎川義介・岸信介・松岡洋右の3人は満洲三角同盟とも称された。3人はいずれも山口県周防地方の生まれ、育ちである。この3人の間には姻戚関係もある。
- 松岡の妹婿の佐藤松介は、岸の母方の叔父である。岸の実弟である佐藤栄作は、叔父夫妻の長女で松岡の姪の寛子と結婚して婿養子となっている。
- のちのことになるが、岸の長男信和の妻は、鮎川の従弟田辺譲の娘である。